# Tanzania na Mistrzostwach Świata w Lekkoatletyce 2023
Tanzania na Mistrzostwach Świata w Lekkoatletyce 2023 – reprezentacja Tanzanii podczas mistrzostw świata w Budapeszcie liczyła jednego zawodnika.

## Skład reprezentacji

### Mężczyźni
| Zawodnik       | Konkurencja | Finał | Finał   | Źródło |
| Zawodnik       | Konkurencja | Wynik | Pozycja | Źródło |
| -------------- | ----------- | ----- | ------- | ------ |
| Alphonce Simbu | maraton     | DNF   | DNF     | [ 1 ]  |